# Colombier-Saugnieu
Colombier-Saugnieu település Franciaországban, Rhône megyében. Lakosainak száma 2859 fő (2022. január 1.). Colombier-Saugnieu Janneyrias, Chamagnieu, Charvieu-Chavagneux, Satolas-et-Bonce, Tignieu-Jameyzieu, Genas, Pusignan, Saint-Bonnet-de-Mure és Saint-Laurent-de-Mure községekkel határos.

## Népesség
A település népességének változása:
| Lakosok száma | 2505 | 2554 | 2633 | 2613 | 2657 | 2700 | 2744 | 2757 | 2859 |
|               | 2013 | 2015 | 2016 | 2017 | 2018 | 2019 | 2020 | 2021 | 2022 |